# Cloeotis percivali
Cloeotis percivali Thomas, 1901 è un pipistrello della famiglia dei Rinonitteridi, unica specie del genere Cloeotis (Thomas, 1901), diffuso nell'Africa centrale e meridionale.

## Etimologia
Il termine generico deriva dalla combinazione delle parole greche Κλοιòς, collare e otòς, orecchio, con evidente allusione alla particolare forma circolare dei padiglioni auricolari. Il termine specifico invece deriva dal cognome di A.B.Percival, il naturalista britannico che catturò l'olotipo nel 1901 presso Mombasa, in Kenya.

## Descrizione

### Dimensioni
Pipistrello di piccole dimensioni, con la lunghezza totale tra 60 e 76 mm, la lunghezza dell'avambraccio tra 32 e 39 mm, la lunghezza della coda tra 24 e 36 mm, la lunghezza del piede tra 5 e 8 mm, la lunghezza delle orecchie tra 7 e 11 mm, un'apertura alare fino a 22,8 cm e un peso fino a 6 g.

### Caratteristiche craniche e dentarie
Il cranio è molto piccolo e leggero, il rostro è corto e stretto, mentre la scatola cranica è relativamente grande. Le arcate zigomatiche sono sottili ma con un processo posteriore ben sviluppato. Gli incisivi superiori sono bicuspidati, i canini superiori sono sottili, con una grossa cuspide posteriore ed una più piccola anteriore. Il primo premolare superiore è situato al di fuori della linea alveolare.
Sono caratterizzati dalla seguente formula dentaria:

### Aspetto
La pelliccia è corta, soffice, densa e setosa. Le parti dorsali variano dal grigio al bruno-grigiastro chiaro, mentre le parti ventrali sono bianche talvolta con dei riflessi giallastri. Il viso è spesso giallastro o completamente bianco. È presente una fase completamente arancione. Il muso è largo, corto e piatto, provvisto di una foglia nasale formata da una porzione posteriore semi-circolare con sei piccole celle separate da setti carnosi lungo il margine esterno ed altre quattro disposte trasversalmente lungo la parte centrale, separate da tre setti, sopra ognuno dei quali si sviluppa una grossa proiezione allungata verso l'alto, le quali formano una struttura simile ad un tridente. La porzione anteriore  è stretta, con una foglietta supplementare su ogni lato, un profondo incavo alla base e con le narici che si aprono dentro delle linguette carnose ben sviluppate. Le orecchie sono relativamente corte, praticamente rotonde, parzialmente nascoste nella pelliccia, ben separate tra loro e bruno-grigiastre. Le ali sono corte, larghe, marroni scure o bruno-grigiastre. I piedi sono piccoli, delicati e con le dita munite di lunghi artigli. L'estremità della lunga coda si estende oltre l'ampio uropatagio. Il calcar è corto e fragile. La sottospecie C.p.australis è la più grande. Il numero cromosomico e 2n=40.

### Ecolocazione
Emette ultrasuoni sotto forma di impulsi a frequenza costante di 208–212 kHz. Frequenze così elevate sono più efficienti nella cattura delle falene le quali sono in grado di percepire frequenze più basse e quindi sfuggire ai predatori.

## Biologia

### Comportamento
Si rifugia in gruppi fino a qualche centinaio di individui all'interno di grotte, in gallerie di servizio, in canali d'irrigazione sotterranei, in miniere abbandonate dove preferisce le zone più profonde e buie dove non arriva la luce. Il volo è lento ed altamente manovrato.

### Alimentazione
Si nutre esclusivamente di Falene.

### Riproduzione
Danno alla luce un piccolo alla volta l'anno. Femmine gravide sono state catturate in ottobre e novembre.

## Distribuzione e habitat
Questa specie è diffusa nell'Africa centrale e meridionale, dalla Repubblica Democratica del Congo e Kenya meridionali fino alla provincia sudafricana del KwaZulu-Natal.
Vive nelle savane, boschi di miombo e mopane fino a 1.000 metri di altitudine.

## Tassonomia
Sono state riconosciute 2 sottospecie:
- C.p.percivali: Kenya sud-orientale, isola di Mafia;
- C.p.australis (Roberts, 1917): Repubblica Democratica del Congo meridionale, Mozambico nord-occidentale, Zambia meridionale, Zimbabwe, Botswana orientale, Swaziland, province sudafricane del KwaZulu-Natal, Mpumalanga, Gauteng, Limpopo, Nordovest.

## Conservazione
La IUCN Red List, considerato il vasto areale e la popolazione numerosa, sebbene sia poco conosciuta e soggetta ad estinzioni locali, classifica C.percivali come specie a rischio minimo (Least Concern)).